# Lappväsendet
Lappväsendet var en statlig myndighet på länsnivå för samiska frågor, tillkommen under 1800-talets sista decennier och avskaffad 1971. Lappväsendet utgjorde en integrerad del av länsstyrelserna i Norrbottens, Västerbottens och Jämtlands län. 

## Perioden före 1962
Det första steget i Lappväsendets uppbyggande togs när en tjänst som  lappfogde inrättades i Jämtlands län 1885 för att medla mellan bofasta och renskötare. Det var tänkt som en tillfällig åtgärd, men den permanentades och utvidgades dessutom till de båda nordligare länen. I Norrbotten län tillsattes den första lappfogdetjänsten 1890. Den direkta orsaken var att Ryssland (inklusive Finland) beslutat att stänga gränsen mot Sverige, vilket innebar att det behövdes en myndighetsperson för att leda omflyttningar av renskötare från Sveriges nordligaste delar. I Västerbottens län inrättades en lappfogdetjänst 1896 till följd av ökande problem inom renskötseln. Därmed hade Lappväsendet byggts ut till alla de tre nordligaste länen. 
Jämtlands och Västerbottens län hade även fortsättningsvis en lappfogde vardera. Norrbottens län delades 1916 i ett nordligt och ett sydligt lappfogdedistrikt, och 1937 tillkom även ett östligt distrikt för skogslappbyarna. Därmed fanns tre lappfogdar i Norrbottens län. Totalt var de alltså fem. Lappfogdarna rekryterades vanligtvis bland statstjänstemän och akademiker.
Till lappfogdens uppgifter hörde att övervaka att renskötarna följde renbeteslagen och andra bestämmelser samt efterlevde renbeteskonventionerna med Norge och Finland. Han skulle också främja en "god renskötsel". Vidare skulle lappfogden hålla uppsikt över den del av kommunernas fattig- och barnavård som gällde samerna, samt avgöra vilka samiska barn som skulle gå i nomadskola. Han skulle också lämna uppgifter till taxeringsnämnden om renskötarnas beskattning. Om en renskötare ansökte om motbok bad Systembolaget om ett utlåtande från lappfogden.
Eftersom lappfogdens arbetsuppgifter med tiden blev allt fler inrättades så småningom också en lägre tjänsteposition inom Lappväsendet, de så kallade lapptillsyningsmännen. I Norrbottens län kom den första tjänsten 1913 och i Västerbottens län året därefter. I Jämtlands län kom permanenta lapptillsyningsmän först 1937. Dessa rekryterades ur lokalbefolkningen, främst från böndernas krets, men någon gång bland renskötare. Lapptillsyningsmännen var fältarbetarna som i praktiken utövade den direkta kontrollen av att renskötarna följde gällande bestämmelser. Som mest fanns 13 lapptillsyningsmän i de tre länen.
Inom varje lappby valdes en ordningsman, som fungerade som kontaktperson gentemot Lappväsendet.

## Perioden efter 1962
Lappväsendet omorganiserades 1962 så att det fick en tydligare inriktning mot rennäringsfrågor. Samtidigt blev det underställt den statliga Lantbruksstyrelsen och dess rennäringsnämnd. Organisatoriskt låg det dock kvar under länsstyrelserna. I samband med denna reform byttes titlarna lappfogde ut mot förste konsulent, medan lapptillsyningsman blev instruktör. Samtliga de lappfogdar som tjänstgjorde 1962 fortsatte som konsulenter. Deras uppgifter fick dock en mindre övervakande karaktär. Nu skulle de framför allt fungera som rådgivare och stöd till renskötarna för att rationalisera och modernisera näringen. Detsamma gällde instruktörerna.
I och med att den senaste rennäringslagen trädde i kraft 1971 upplöstes Lappväsendet. Fyra av de fem konsulenterna fick då anställning vid de regionala lantbruksnämnderna och arbetade vidare med rennäringsfrågor. Det var alltså i stort sett samma personer som fortsatte att verka oavsett system.

## Kritik och analys
Mycket kritik har riktats mot Lappväsendet. Även om samerna fick yttra sig i viktigare ärenden behövde Lappväsendet och länsstyrelsen inte ta någon hänsyn till deras åsikter. Något verkligt inflytande över sin egen situation hade samerna därför inte. Det gällde till exempel upplåtelser av jakt- och fiskerättigheter, men också val av ordningsman inom lappbyn. Det hände att länsstyrelsen utnämnde en annan ordningsman än den som en majoritet av byn hade röstat på. Byns ordningsman var inte bara förtroendeman för byn utan även statstjänsteman underställd lappfogde (konsulent) och lapptillsyningsman (instruktör). Genom ordningsmannen skaffade sig staten fullständig kontroll över samernas samfälligheter.
Historikern Patrik Lantto har karaktäriserat lapptjänstemännens inställning under Lappväsendets första tid (1885–1912) som paternalistiskt–välvillig. Samerna betraktades som stora barn, och lappfogden skulle som en fader skydda dem mot det omgivande samhällets negativa påverkan. Lappväsendets funktion gick i mycket ut på att fungera som medlare mellan renskötseln och jordbruket. 
Under perioden 1913–1949 blev attityden hårdare och mer uttalat rasistisk–nedvärderande. Samerna ansågs oförmögna att på egen hand fatta beslut om sina egna angelägenheter. Lappväsendet fick under denna period en tydligare funktion som övervakare av samerna som grupp och framför allt att kontrollera rennäringens verksamhet.
Under den avslutande tidsperioden, 1950–1971, förändrades myndighetens agerande i en mer pluralistisk–tillmötesgående riktning. Myndigheten fick se sin maktställning urholkad och tvingades hantera en framväxande samisk organisering. Lappväsendet uppfattades som alltmer otidsenligt. Det omorganiserades 1962 och fick en mer rådgivande och stöttande funktion gentemot rennäringen. De gamla instruktionerna för lappfogdar och lapptillsyningsmän behölls dock och i realiteten förändrades inte tjänstemännens maktställning så mycket.

## Lappväsendet i litteraturen
Folke Grubbström har skildrat sitt mångsidiga arbete som lapptillsyningsman (instruktör) i Västerbottens län i boken Färdas som en människa (2005).